# Конституционно-демократическая партия
Конституцио́нно-демократи́ческая па́ртия («Па́ртия Наро́дной Свобо́ды», «к.- д. партия», «конституционные демократы», «партия кадетов», позже «каде́ты») — крупная центристская политическая партия в России в начале XX века.

## История
Решение о создании Конституционно-демократической партии было принято на 5-м съезде либеральной организации земских деятелей Союз земцев-конституционалистов (9—10 июля 1905 года), исходя из поставленной членами Союза задачи «объединения земских сил с общенародными» в процессе подготовки к выборам в Государственную Думу.
23 августа 1905 в Москве состоялся 4-й съезд организации либеральной интеллигенции Союз освобождения, который принял решение о присоединении к Союзу земцев-конституционалистов и создании вместе с земскими деятелями единой партии. Избранные обоими Союзами комиссии сформировали Временный комитет, подготовивший объединительный съезд.
Несмотря на транспортные проблемы, вызванные Всероссийской политической стачкой, Первый (учредительный) съезд партии прошёл в Москве с 12 по 18 октября 1905 года. Во вступительной речи Павел Николаевич Милюков охарактеризовал конституционно-демократическое движение как идейное, внеклассовое, социально-реформистское, определил главную задачу создаваемой партии как «вступление в Думу с исключительной целью борьбы за политическую свободу и за правильное представительство», и провёл границы партии в политическом спектре России следующим образом: от более правых партий кадетов отличает отрицание и бюрократической централизации, и манчестерства (направление экономической политики XIX веке в Англии, требующее безусловного невмешательства государства в хозяйственную жизнь), от более левых — приверженность конституционной монархии и отрицание требования полного обобществления средств производства. На заседании 14 октября 1905 съезд принял постановление, в котором приветствовал «мирное, и вместе с тем грозное» рабочее забастовочное движение и выразил поддержку его требований. На следующий день, 15 октября, на съезде было оглашено сообщение о подписании императором Николаем II Высочайшего манифеста о даровании народу прав и свобод. Это известие делегаты встретили громкими аплодисментами и криками «ура». В прочувственной речи Михаил Львович Мандельштам вкратце описал историю освободительного движения, результатом которого стал Октябрьский манифест, и приветствовал союз интеллигенции, студентов и рабочих. Собравшиеся почтили вставанием память борцов, погибших за народную свободу, и поклялись не отдавать эту свободу назад.
В то же время на заседании 18 октября съезд дал скептическую оценку Манифеста, отметив неопределённость, иносказательность и неконкретность выражений, и выразил неуверенность в возможности осуществления его положений на практике при сложившихся политических условиях. Партия потребовала отмены исключительных законов, созыва Учредительного собрания для выработки конституции и освобождения политзаключённых. На банкете после съезда П. Н. Милюков закончил речь словами: «Ничего не изменилось, война продолжается».
Съезд принял устав и программу партии, избрал временный Центральный комитет. В программе партия, в частности, высказалась за равенство всех граждан, без различия пола, вероисповедания и национальности, перед законом; свободу совести и вероисповедания; упразднение цензуры и свободу слова; свободу собраний; право на союзы и общества без специального на то разрешения; неприкосновенность личности и жилища; свободу передвижения и выезда за границу и судебную защиту этих прав.
Отношения сотрудничества между кадетами и новым правительством графа Сергея Юльевича Витте не сложились. Витте предложил кадетам войти в состав кабинета министров, но не принял их предложения о всеобщих выборах в Учредительное собрание с целью выработки конституции, и его переговоры с делегацией кадетских деятелей земского союза (Н. Н. Львов, Ф. А. Головин, Ф. Ф. Кокошкин) закончились неудачей. Делегацию земско-городского съезда, на котором кадеты имели большинство, С. Ю. Витте не принял, упрекнув либеральную общественность в «нежелании содействовать власти в осуществлении начал манифеста и охране порядка».
На II съезде (5—11 января 1906) к названию партии был прибавлен подзаголовок «Партия Народной Свободы» (сочетание «Конституционно-демократическая» было не очень понятно массам малограмотного населения). Съезд утвердил новую программу, в которой определённо высказался за конституционную парламентарную монархию и распространение избирательных прав на женщин. По вопросу об участии в выборах в Государственную думу съезд подавляющим большинством принял решение принять участие в выборах несмотря на противодействие администрации и избирательный ценз, отсекающий от выборов рабочих и часть крестьян. В случае победы на выборах съезд объявил главной целью работы в Думе введение всеобщего избирательного права, политических и гражданских свобод, и принятия неотложных мер для успокоения страны. Съезд избрал постоянный ЦК под председательством кн. Павла Долгорукова, в который, в частности, вошли М. М. Винавер, И. В. Гессен, Н. Н. Глебов, кн. П. Д. Долгоруков, А. А. Кизеветтер, Ф. Ф. Кокошкин, А. А. Корнилов, В. А. Маклаков, М. Л. Мандельштам, П. Н. Милюков, С. А. Муромцев, В. Д. Набоков, Л. И. Петражицкий, И. И. Петрункевич, Ф. И. Родичев, П. Б. Струве, Н. В. Тесленко, кн. Д. И. Шаховской и Г. Ф. Шершеневич.
В ходе подготовки к выборам в Думу численность партии неуклонно росла, достигнув к апрелю 1906 года 70 тыс. человек. Этому способствовал высокий уровень политической активности перед выборами, и возможность вступить в партию на основании одного лишь устного заявления.
Партия пользовалась большим успехом в широких кругах как интеллигенции, купцов и мещан, и либерального дворянства, так и среди трудящихся. Широкую общественную поддержку ей обеспечили её программа глубоких политических и социальных преобразований, а с другой стороны, стремление осуществить эти реформы исключительно мирным, парламентским путём, без революций, насилия и крови. Партийные деятели критиковали как репрессивные действия властей, так и насильственные действия со стороны революционеров. Член ЦК кадетской партии А. В. Тыркова вспоминала один из эпизодов на партийном съезде: 

Во время заседания кто-то с кафедры сообщил, что в Киеве убит террористами генерал-губернатор граф А. П. Игнатьев. И вдруг сорвалось несколько аплодисментов. Это сейчас же вызвало резкий протест. Аплодисменты сразу оборвались. Председатель высказал строгое порицание тем, кто рукоплескал. — А. В. Тыркова-Вильямс. «На путях к свободе». Нью-Йорк, 1952.
В результате конституционные демократы получили в I Государственной думе 179 мест из 499 (35,87 %), образовав крупнейшую фракцию. Председателем Думы стал член ЦК кадетов профессор Сергей Андреевич Муромцев, все его заместители (в частности, Николай Андреевич Гредескул) и председатели 22 думских комиссий также были кадетами.
После роспуска I Думы через 2,5 месяца её работы, кадеты сначала участвовали в собрании депутатов в Выборге и в выработке «Выборгского воззвания», но вскоре отказались от требований Выборгского воззвания и пошли на выборы во II Думу под очень умеренными лозунгами.
Все подписавшие Выборгское воззвание были лишены права быть избранными во II Думу (во время выборов были под следствием), и в III Думу (приговорённые к наказанию по суду лишались избирательного права на 3 года после окончания наказания). Многие популярные деятели партии не смогли принять участие в последующих выборах. Успех кадетов на выборах в I Думу более не удалось повторить.
Во II Думе они получили 98 депутатских мандатов (председателем опять был выбран член ЦК, Ф. А. Головин). В III Думу кадеты провели только 54 депутата, а в следующую (и последнюю) — 59.
После роспуска II Думы партия кадетов, в отличие от социалистических партий, продолжала действовать открыто, проводила общероссийские съезды, издавала и распространяла партийную литературу. На местах функционировали многочисленные клубы и комитеты, устраивались митинги, собирались средства на содержание партии. В то же время Министерство внутренних дел неизменно отказывало Конституционно-демократической партии в официальной регистрации.
Играли решающую роль в последней Думе, в организациях Земского и Городского союзов, в Военно-промышленных комитетах. Поддерживали политику правительства в 1-й мировой войне. Инициаторы создания оппозиционного Прогрессивного блока (1915). Выступали под патриотическими, но радикально антиправительственными лозунгами. Известна знаменитая думская речь Милюкова с обвинениями в адрес правительства и двора («Что это — глупость или измена?»).
Наиболее влиятельным периодическим изданием, стоявшим на позициях конституционно-демократической партии, была газета «Речь».

## Социальный состав партии и её электорат
Изначально партия была организована представителями интеллигенции и земского либерального дворянства. В состав партии вошли либерально настроенные землевладельцы, средняя городская буржуазия (промышленники, купцы, банкиры), учителя, врачи, служащие. В период революционного подъёма 1905—1907 годов в партийных организациях состояли или активно поддерживали партию многие рабочие, ремесленники и крестьяне. Стремление кадетов играть роль конструктивной оппозиции и противодействовать царскому правительству исключительно парламентскими методами привело после поражения революции 1905 года к разочарованию в тактике кадетов и оттоку из партии представителей социальных групп, занятых физическим трудом и обладавших небольшими доходами. Сокращение численности трудящихся в составе партии продолжалось вплоть до революции 1917 года. В течение всего этого времени партию кадетов поддерживал в основном средний городской класс.
После Февральской революции 1917 года, которую кадеты приветствовали и которая дала им ведущую роль во Временном правительстве, численность Конституционно-демократической партии стала резко возрастать как за счёт массового вступления в неё надеющихся на демократические изменения рабочих и крестьян, так и за счёт бывших прогрессистов, октябристов и даже правых монархистов, которые видели в ней единственную надежду на мирное завершение революции и восстановление правопорядка. Однако по мере усиления разрухи, вызванной войной, и радикализации масс, поддержка кадетов, пытавшихся спасти монархию и выступавших за войну до победного конца, среди городских низов и особенно сельского и провинциального населения неуклонно сокращалась, что находило отражение в неблагоприятных для кадетов результатах местных выборов. Провал выступления генерала Л. Г. Корнилова, за которым видели «руку кадетов», также нанёс урон репутации партии. Тем не менее на выборах в Учредительное собрание в 1917 году кадеты по-прежнему получили голоса городского среднего класса, заняв второе место в Петрограде и Москве.

## После Февральской революции
3 марта 1917 года в Екатерининском зале Таврического дворца председатель ЦК Конституционно-демократической партии П. Н. Милюков произнёс речь, в которой, в частности, заявил:

"Старый деспот, довёдший Россию до полной разрухи, добровольно откажется от престола или будет низложен. Власть перейдёт к регенту, великому князю Михаилу Александровичу. Наследником будет Алексей… Мы не можем оставить без ответа и без разрешения вопрос о форме государственного строя. Мы представляем его себе как парламентарную и конституционную монархию. Быть может, другие представляют иначе. Но если мы будем спорить об этом сейчас, вместо того чтобы сразу решить вопрос, то Россия очутится в состоянии гражданской войны и возродится только что разрушенный режим. Этого сделать мы не имеем права… Но, как только пройдёт опасность и установится прочный мир, мы приступим к подготовке созыва Учредительного собрания на основе всеобщего, прямого, равного и тайного голосования. Свободно избранное народное представительство решит, кто вернее выразил общее мнение России: мы или наши противники".
Однако попытка лидера кадетов спасти монархию (в парламентско-конституционном виде) не удалась. 2 марта 1917 года Николай II переменил принятое решение отречься от престола в пользу малолетнего сына Алексея и отрёкся в пользу брата Михаила Александровича, который, в свою очередь, заявил, что примет верховную власть только в том случае, если таково будет решение Учредительного собрания. В сложившихся обстоятельствах, когда члены самой династии Романовых отрекались от власти, защищать далее монархию было трудно. Уже на VII съезде Конституционно-демократической партии, прошедшем в Петрограде 25 — 28 марта 1917 года, программа партии была пересмотрена: вместо требования конституционной монархии было провозглашено, что «Россия должна быть демократической и парламентарной республикой».
В первом составе Временного правительства кадеты занимали 4 из 11 министерских постов, П. Н. Милюков, один из лидеров партии, стал министром иностранных дел. Кадеты были близки к высшему командному составу армии (М. В. Алексеев и др.).
На VII съезде партии, проходившем 25-28 марта 1917 года партия зафиксировала уже свершившиеся изменения в государстве и полностью поддержала Временное правительство, одновременно выступив против введения 8-часового рабочего дня, повышения заработной платы и стачечных форм борьбы, считая это несвоевременным в условиях войны.
На VIII съезде партии, проходившем 9-12 мая 1917 года, в программу был внесён тезис о республиканской форме правления в стране. После Гражданской войны часть кадетов во главе с П. Н. Милюковым и Б. Э. Нольде окончательно отказалась от монархической идеи, в то время как основная часть партии к ней вернулась.
В середине 1917 года партия насчитывала около 70 тысяч членов, объединённых в 240 уездных, 55 городских и 73 организации.
Летом 1917 года, ввиду очевидного кризиса революционных методов управления страной, сделали ставку на военную диктатуру, а после провала Корниловского выступления, которому сочувствовали, сначала были удалены из Временного правительства, но затем вошли в новый состав коалиционного правительства.

## После Октябрьской революции
Во время Октябрьской революции в ночь с 25 (7 ноября) на 26 октября 1917 г. министры-кадеты (Н. М. Кишкин, А. И. Коновалов, А. В. Карташёв, С. А. Смирнов), находившиеся в Зимнем дворце вместе с другими членами Временного правительства, были арестованы захватившими дворец большевиками. Той же ночью 26 октября (8 ноября) 1917 г. члены ЦК Конституционно-демократической партии В. Д. Набоков, кн. В. А. Оболенский, С. В. Панина вступили в состав антибольшевистского Комитета спасения Родины и революции, образованного городской думой Петрограда. 27 октября 1917 года ЦК партии кадетов обратился к населению с призывом не подчиняться Совету народных комиссаров. ЦК заявил также о недопустимости для членов партии, за исключением преподавателей, нахождения на службе у большевиков.

В ноябре 1917 года кадеты приняли участие в выборах во Всероссийское учредительное собрание. Поскольку кадеты представляли правое крыло политического спектра, им удалось собрать голоса тех сил, которые отвергали большевизм и не принимали социализм. Однако число таких избирателей было невелико. В основном за кадетов голосовали средние слои крупных городов: буржуазия, интеллигенция. В Петрограде, Москве и многих городах кадеты вышли на второе место (после большевиков), а в 13-и городах — на первое место, но в целом по стране кадеты набрали всего 4,7 % голосов и получили 15 мест в Учредительном собрании. Однако кадетские депутаты не смогли принять участие в работе Учредительного собрания: 28 ноября (11 декабря) 1917 г. Совет народных комиссаров РСФСР издал декрет, объявлявший партию кадетов «партией врагов народа» и предусматривавший арест и предание суду её лидеров. 
Декрет об аресте вождей гражданской войны против революции
Члены руководящих учреждений партии кадетов, как партии врагов народа, подлежат аресту и преданию суду революционных трибуналов.
На местные Советы возлагается обязательство особого надзора за партией кадетов ввиду её связи с корниловско-калединской гражданской войной против революции.
Декрет вступает в силу с момента его подписания.
Председатель Совета Народных Комиссаров 

Вл. Ульянов (Ленин)
Народные комиссары: Н. Авилов (Н. Глебов), П. Стучка, В. Менжинский, Джугашвили-Сталин, Г. Петровский, А. Шлихтер, П. Дыбенко.
Управляющий делами Совета Народных Комиссаров 

Влад. Бонч-Бруевич
Секретарь Совета Н. Горбунов
Петроград, 28 ноября (11 декабря) 1917 г.
10 ½ час. вечера.
По декрету СНК были арестованы 2 депутата Учредительного собрания от Конституционно-демократической партии (кн. Павел Долгоруков и Ф. Ф. Кокошкин) и 2 бывших министра Временного правительства (В. А. Степанов и А. И. Шингарёв). 7 января 1918 г. двое из них, Ф. Ф. Кокошкин и А. И. Шингарёв, были убиты анархиствующими красногвардейцами в Мариинской тюремной больнице. Оставшиеся под арестом кадетские лидеры были освобождены весной 1918 года.
Историк Хандорин пишет:
| Партия кадетов, до революции являвшаяся оплотом либерализма, уже в 1917 году довольно быстро «очнулась» и поняла, что в обстановке революционного хаоса спасти положение может только диктатура. В отличие от так ничему и не научившихся революционно-демократических партий (эсеров и др.), кадеты всё же извлекли кое-какие уроки из событий 1917 года. Они не могли ни забыть, ни простить себе, с какой лёгкостью они упустили тогда власть. |

Кадеты активно участвовали в организации саботажа государственных служащих (поддерживая саботаж как морально, через прессу, так и материально, через кассы различных общественных организаций), в различных подпольных антибольшевистских организациях (Правый центр, Национальный центр, Союз возрождения России) и активно поддерживали Белое движение. Главной задачей кадетов была организация борьбы с большевистским режимом и установление связей со странами Антанты для получения военной и финансовой помощи. Руководители кадетской партии занимали самые важные посты в правительствах генералов А. И. Деникина на Юге России, Н. Н. Юденича на северо-западе страны, П. Н. Врангеля в Крыму. Девизом кадетов было провозглашено «национальное восстановление России при помощи новой, по существу и духу всероссийской, внепартийной, внеклассовой власти Верховного правителя». Состоявшаяся в Омске в мае 1919 года восточная конференция кадетской партии провозгласила национальным вождём А. В. Колчака. Лидеры кадетской партии П. Н. Милюков и В. А. Маклаков, находясь за границей, сыграли большую роль в обеспечении поддержки всех белых армий со стороны правительств европейских стран. Когда же Белое движение стало проигрывать Гражданскую войну, практически все руководители партии кадетов покинули Россию.
В начале 1920-х партия к.-д. играла большую роль в эмиграции, где ряд программных и тактических вопросов несколько отвёл друг от друга различные течения в партии. Правые к.-д. (П. Струве, В. Набоков), составлявшие большинство, в своих выступлениях сблизились с монархистами. Левые к.-д. (республиканцы), возглавляемые П. Н. Милюковым, искали опору в крестьянстве, что привело их к сближению с эсерами. Из к.-д. в эмиграции вышла часть так называемых «сменовеховцев», предложивших «Смену вех» и признание Советской власти.

## Главные пункты программы (на 1913 год)[26]
- равенство всех российских граждан без различия пола, религии и национальности;
- свобода совести, слова, печати, собраний, союзов;
- неприкосновенность личности и жилищ;
- свобода культурного самоопределения национальностей;
- конституция с ответственным перед народными представителями министерством (парламентский строй);
- всеобщее избирательное право по семичленной формуле (1.всеобщее, 2.прямое, 3. равное 4. тайное избирательное право без различия 5.пола, 6. национальности и 7. вероисповедания);
- местное самоуправление на основе всеобщего избирательного права, распространяющееся на всю область местного самоуправления;
- независимый суд;
- реформа податей для облегчения беднейших классов населения;
- бесплатная передача крестьянам земель государственных, удельных, кабинетских и монастырских;
- принудительный выкуп в их пользу части земель частновладельческих «по справедливой оценке»;
- право стачек;
- законодательная охрана труда;
- 8-часовой рабочий день, «где его введение возможно»;
- всеобщее бесплатное и обязательное начальное образование.
- культурное самоопределение всех наций и народностей (религия, язык, традиции)
- конституционная автономия Финляндии и Польши
- унитарное устройство России, недопущение её федерализации (за исключением Польши и Финляндии)[27], провозглашение принципа «единой и неделимой России»[28]

## Лидеры и видные деятели
- Астров, Николай Иванович
- Букейханов, Алихан Нурмухамедович
- Вернадский, Владимир Иванович
- Винавер, Максим Моисеевич
- Герценштейн, Михаил Яковлевич
- Гессен, Иосиф Владимирович
- Головин, Фёдор Александрович
- Гредескул, Николай Андреевич
- Долгоруков, Павел Дмитриевич
- Иоллос, Григорий Борисович
- Карташёв, Антон Владимирович
- Кизеветтер, Александр Александрович
- Кишкин, Николай Михайлович
- Кокошкин, Фёдор Фёдорович
- Корнилов, Александр Александрович
- Лаппо-Данилевский, Александр Сергеевич
- Лосский, Николай Онуфриевич
- Львов, Георгий Евгеньевич
- Маклаков, Василий Алексеевич
- Мануйлов, Александр Аполлонович
- Милюков, Павел Николаевич
- Муромцев, Сергей Андреевич
- Набоков, Владимир Дмитриевич
- Новгородцев, Павел Иванович
- Обручев, Владимир Афанасьевич
- Ольденбург, Сергей Фёдорович
- Панина, Софья Владимировна
- Пепеляев, Виктор Николаевич
- Петражицкий, Лев Иосифович
- Петрункевич, Иван Ильич
- Родичев, Фёдор Измайлович
- Струве, Пётр Бернгардович
- Туган-Барановский, Михаил Иванович
- Тыркова-Вильямс, Ариадна Владимировна
- Челноков, Михаил Васильевич
- Шершеневич, Габриэль Феликсович
- Шингарёв, Андрей Иванович
- Щепкин, Николай Николаевич